# Bob Smits van Oyen
Robertus Quirinus Maria (Bob) Smits van Oyen ('s-Hertogenbosch, 15 september 1928 – aldaar, 1 april 2004) was een Nederlands politicus van de KVP en later het CDA.
Smits was een telg uit het geslacht Smits en een zoon van rentenier Arnold Marie Smits (1898-1944), die door oorlogshandelingen om het leven kwam, en jkvr. Willemine Schade van Westrum (1902-1957). Hij was een oomzegger van burgemeester Eugène Marie Smits (1895-1958). Hij heeft rechten gestudeerd aan de Rijksuniversiteit Utrecht en was vanaf 1957 werkzaam bij de provinciale griffie van Noord-Brabant waar betrokken was bij de afdeling Verkeer- en Waterstaatsrecht en het bracht tot referendaris. In 1957 trouwde hij met Elisabeth van der Kun (1932-2016) met wie hij vijf kinderen kreeg. Bij koninklijk besluit van 13 juli 1967 verkreeg hij naamswijziging van Smits tot Smits van Oyen. In september 1968 werd Smits benoemd tot burgemeester van Erp. In augustus 1984 volgde zijn benoeming tot burgemeester van Sint-Michielsgestel wat hij zou blijven tot eind 1989 toen hij vervroegd met pensioen ging. Smits overleed in 2004 op 75-jarige leeftijd.